# ジュリア・ベアトリス・ハウ

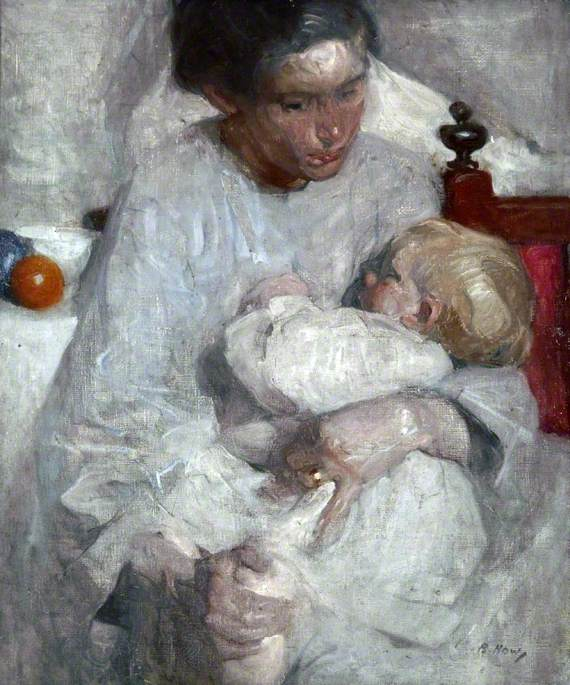
ジュリア・ベアトリス・ハウ作「母親(Maternité)」Atkinson Art Gallery and Library(マージーサイド、イギリス)蔵

ジュリア・ベアトリス・ハウ（Julia Beatrice How、1867年10月16日 – 1932年8月19日）はイギリス生まれで、主にフランスで活動した画家である。母親と幼児を描いた絵などで人気があった。

## 略歴
イングランド南西部、デヴォン州のBideford の銀細工師の末子に生まれた。両親はハウが成人する前に亡くなった 。家族とボーンマスに移った後、ハートフォードシャーのブッシー(Bushey)のフーベルト・フォン・ヘルコマーが運営する美術学校で学んだ 。1893年頃、さらに修行するためにパリに渡り、私立の美術学校、アカデミー・ドレクリューズ(Académie Delécluse)で学んだ。
1902年からフランス国民美術協会の展覧会に出展を始め、この展覧会に生涯を通じて147点の作品を出展した 。 国民美術協会の重要な出展者のオーギュスト・ロダンやアルベール・ベナール、リュシアン・シモンらの作品から影響を受けた 。パステル画、油絵、水彩画など様々な作品を描いた。夏の間はパ＝ド＝カレー県のキュクのコテッジで過ごし、印象派の画家たちが集まったフランス、パ＝ド＝カレー県のエタプル(Étaples)にスタジオを開き、エタプルの画家たちと交流した 。
2009年に出版された「The dictionary of British women artists」ではハウは「イギリスでの評価は低かったが、フランスやアメリカではベルト・モリゾやメアリー・カサットのような有名な女性画家と並ぶ存在だと考えられた」としている。1904年にフランス国民美術協会の準会員に選ばれた。
1905年にイギリスで出版されたウォルター・ショー・スパロー(Walter Shaw Sparrow: 1862–1940)の「Women Painters of the World」は1905年までの200人の女性画家と300点を超える女性画家の作品を掲載しているが、ハウの作品2点が掲載されている。
特に母親と子供を描いた作品で人気があった。
ハートフォードの姪の家で倒れ、Hoddesdonで亡くなった。